# Chichester (distretto)
Chichester è un distretto del West Sussex, Inghilterra, Regno Unito, con sede nella città omonima.
Il distretto fu creato con il Local Government Act 1972, il 1º aprile 1974 dalla fusione del borgo municipale di Chichester col distretto rurale di Midhurst, il distretto rurale di Petworth e parte del distretto rurale di Chichester.

## Parrocchie civili
- Apuldram (Appledram)
- Bepton
- Bignor
- Birdham
- Bosham
- Boxgrove
- Bury
- Chichester
- Chidham
- Cocking
- Compton
- Donnington
- Duncton
- Earnley
- Eartham
- Easebourne
- East Dean
- East Lavington
- East Wittering
- Ebernoe
- Elsted with Treyford
- Fernhurst
- Fishbourne
- Fittleworth
- Funtington
- Graffham
- Harting
- Heyshott
- Hunston
- Kirdford
- Lavant
- Linch
- Lodsworth
- Loxwood
- Lurgashall
- Marden
- Midhurst
- Milland
- North Mundham
- Northchapel
- Oving
- Petworth
- Plaistow and Ifold
- Rogate
- Selsey
- Sidlesham
- Singleton
- Southbourne
- Stedham with Iping
- Stopham
- Stoughton
- Sutton and Barlavington
- Tangmere
- Tillington
- Trotton with Chithurst
- Upwaltham
- West Dean
- West Itchenor
- West Lavington
- West Thorney
- West Wittering
- Westbourne
- Westhampnett
- Wisborough Green
- Woolbeding